# Municipio de Dragoman
El municipio de Dragoman (búlgaro: Община Драгоман) es un municipio búlgaro perteneciente a la provincia de Sofía. Se ubica en el noroeste de la provincia y es fronterizo con Serbia.

## Demografía
En 2011 tiene 5362 habitantes, de los cuales el 83,85% son búlgaros y el 0,17% gitanos. El 15,8% de la población local no respondió a la pregunta sobre la etnia en el censo; es posible que una parte de ellos sean serbios al hallarse el municipio junto a la frontera con Serbia. Su capital es Dragoman, donde viven dos terceras partes de la población municipal.

## Localidades
Además de la capital municipal Dragoman, hay 33 pueblos en el municipio:
| - Berende - Berende Izvor - Vasilovtsi - Vishan - Vladislavtsi - Gaber - Golemo Malovo - Gorno Selo - Gralska Padina - Dolna Nevlia - Dolno Novo Selo - Dragoil - Dreatin - Kalotina - Kambelevtsi - Krusha | - Letnitsa - Lipintsi - Malo Malovo - Nachevo - Nedelishte - Nesla - Novo Bardo - Prekraste - Rayanovtsi - Taban - Tsatsarovtsi - Tsraklevtsi - Chekanets - Cheparlintsi - Chorul - Chukovezer - Yalbotina |